# Ponta do Seixas

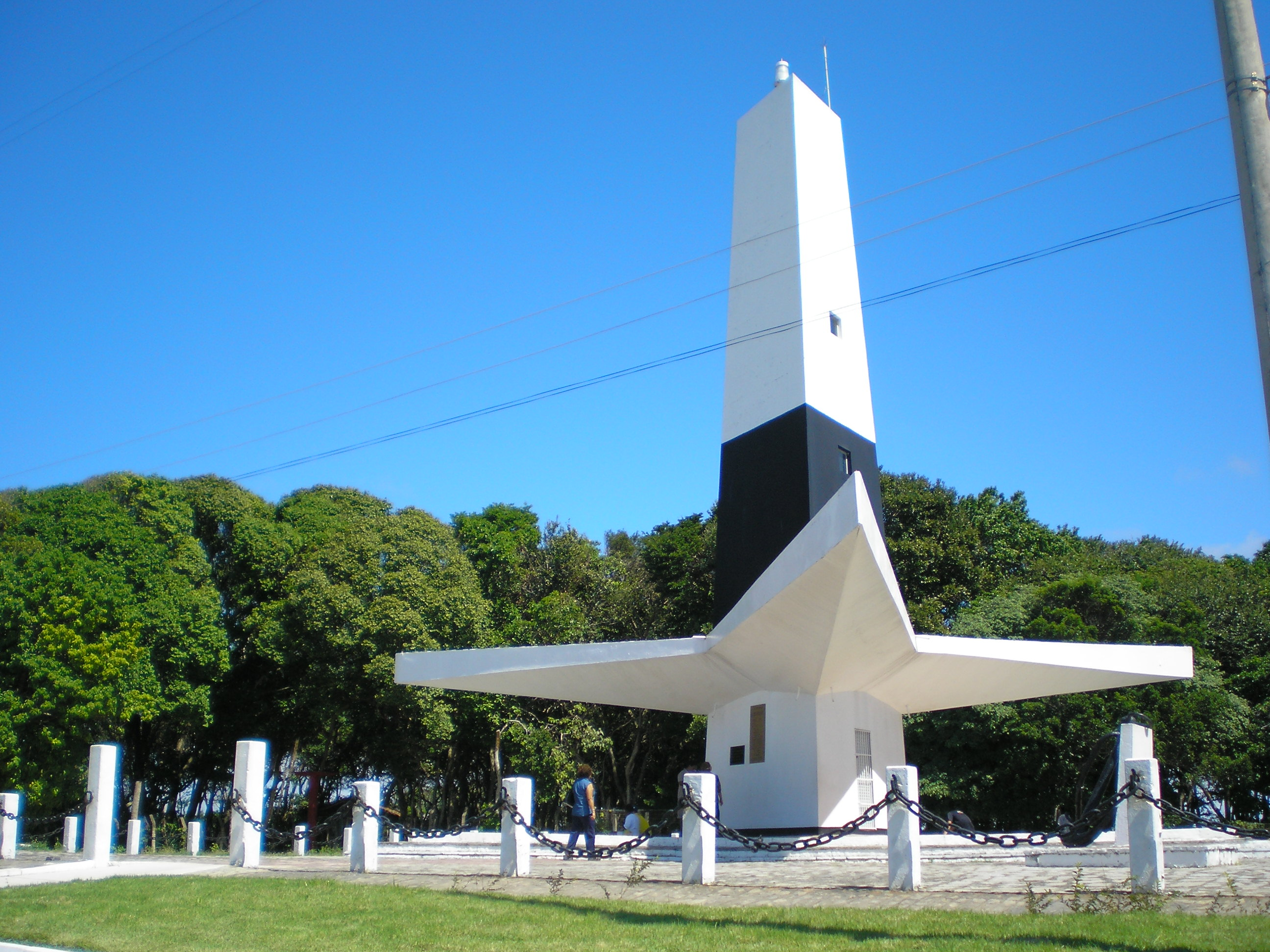
Farol do Cabo Branco junto à ponta do Seixas.

A ponta do Seixas é o ponto mais oriental do continente americano e consequentemente da parte continental do Brasil. Localiza-se a leste da cidade de João Pessoa, capital do estado da Paraíba, a quatorze quilômetros do centro da cidade e a três quilômetros ao sul do bairro de Cabo Branco.
Ao lado da ponta do Seixas, sobre uma falésia constantemente erodida pelas ondas, assenta-se o farol do Cabo Branco, construído na era militar e cujo formato em pé de sisal (triangular) apresenta 40 metros. Dele se tem a mais bela vista da orla e do oceano Atlântico de toda região.

## Etimologia
A designação da ponta provém de uma tradicional família paraibana («os Seixas») cujo patriarca possuía junto ao local uma propriedade rural. Esse ancestral de origem portuguesa, de sobrenome Rodrigues Seixas, estabeleceu-se na Paraíba ainda no século XVII.
O sobrenome Seixas é uma variação galego-portuguesa do sobrenome Sachs, que se originou no noroeste da atual Alemanha e que significa "pessoa da Saxônia".

## História

### Aferição definitiva do título
No período colonial, o cabo de Santo Agostinho em Pernambuco era considerado o extremo leste do Brasil e das Américas. Mas, com a evolução da cartografia por meio do uso de novas tecnologias, a ponta do Seixas na Paraíba e a ponta de Pedras em Pernambuco passaram a disputar a categoria de ponto mais oriental do continente americano. A questão só foi resolvida quando uma comissão do Ministério da Marinha julgou oportuno que de uma vez por todas esse diferendo fosse dirimido. Para isso, com permissão do Diretor Geral da Navegação local, foram designados os capitães-tenentes Newton Tornaghi e Rubens Figueiroa para determinar as coordenadas geográficas daqueles pontos extremos, tirando azimutes para todas as pontas circunvizinhas de modo a apurar aquela pequena disputa.
Sendo assim, essa questão, que permaneceu esquecida por tanto tempo, foi finalmente esclarecida em 1941 pelos referidos oficiais, que determinaram com precisão as posições geográficas de ambas as pontas e estabeleceram definitivamente Seixas como o ponto mais a leste da costa continental brasileira.
O historiador Horácio de Almeida, em seu livro História da Paraíba, volume 1, narra sobre a oficialização das coordenadas que deram ao acidente geográfico paraibano o título de «ponto extremo oriental do Brasil»:
«(...) No dia 5 de setembro [de 1941] foi observada em ponta de Pedras e no dia 12 no Cabo Branco. A sorte sorriu à Paraíba, pois que a ponta do Seixas, no Cabo Branco, é o ponto mais oriental do território nacional, sendo portanto o mais oriental das duas Américas. Aquela ponta paraibana avança gaihardamente cerca de 1683 metros para leste a mais que a ponta de Pedras.»

### Construção do farol
Em 31 de março de 1971, um concurso para escolha de um projeto arquitetônico do farol foi patrocinado pelo Centro de Sinalização Náutica e Reparos Almirante Moraes Rego (CAMR), membro filiado da Associação Internacional de Sinalização Náutica (IALA). O vencedor foi o projeto apresentado pelo engenheiro-arquiteto Pedro Abrahão Dieb, então professor da Universidade Federal da Paraíba.
Em 21 de abril de 1972, o farol foi inaugurado com o que havia de mais moderno equipamento técnico existente no Brasil. A inauguração fazia parte das Festividades do Sesquicentenário da Independência do Brasil.

### A ponta e o farol
É comum confundir-se a ponta do Seixas com a falésia do Cabo Branco, que são formações geológicas distintas. A ponta, que é uma estreita faixa de praia de areia branca mais ao sul da barreira, é de fato o local situado mais a leste da América, e não a falésia do Cabo Branco em si, que é o local mais alto da região, sendo portanto, do ponto de vista da navegação marítima, o ideal para um farol.

## Influência na cultura
Em razão da importância geográfica para a Paraíba, está em andamento um projeto de plebiscito para mudança do nome da capital paraibana para Cabo Branco, que é o marco geográfico que identifica o município.[carece de fontes?] Por esse caráter único, serviu de título para a música «ponta do Seixas», gravada em 1980 no LP Estilhaços, da cantora Cátia de França.
Próximo ao farol foi projetado por Oscar Niemeyer um prédio de estrutura moderna que foi denominado Estação Cabo Branco – Ciência, Cultura e Artes. O projeto foi inaugurado em 3 de julho de 2008 e seu complexo possui mais de 8 500 m² de área construída no bairro do Cabo Branco. A Estação tem a missão de levar gratuitamente à população cultura, arte, ciência e tecnologia.